# Havergom
Havergom is een natuurlijk polysacharide, dat uit haver (Avena sativa) gewonnen wordt. Het is een verdikkingsmiddel en stabilisator en heeft als voedingsadditief het E-nummer E411. Het wordt weinig gebruikt. Havergom staat niet in de Europese lijst van levensmiddelenadditieven. Het is wel toegelaten in de Verenigde Staten en Canada.
Het CAS-nummer van havergom is 73020-09-4.